# Ötüken
Ötüken war die Bezeichnung einer bewaldeten und gebirgigen Landschaft in Zentralasien, die von den frühen türkischen Stämmen als heilig verehrt wurde und mythische Bedeutung besaß. Überlieferungen zufolge opferte man hier den Gott (türkisch: Tanrı) oder traf wichtige Entscheidungen. Die Herrschaft über diese geheiligte Landschaft diente den türkischen Khaghanen als Legitimation ihrer Herrschaft.
Die Tonyukuk-Inschrift, die älteste der türkischen Orchon-Inschriften, lokalisiert Ötüken zwischen dem Tian Shan und dem Orchon-Becken.
Nach der Islamisierung der Türken verlor die Landschaft ihre religiöse Bedeutung. Mahmud al-Kaschghari beschrieb Ötüken in seinem Diwān Lughāt at-Turk als ein Gebiet in den tatarischen Wüsten nahe den Uighuren. In der beigefügten Karte lokalisierte er es allerdings nahe dem Quellgebiet des Irtysch.
Im 13. Jahrhundert erschien Ötüken in der Form Ätügän oder Itügän als Name einer Erd- und Fruchtbarkeitsgöttin bei den Mongolen.
Heute ist Ötüken ein männlicher türkischer Vorname und besitzt für die türkisch-nationalistische Ülkücü-Bewegung eine ideelle Bedeutung.